# Motocicleta crucero

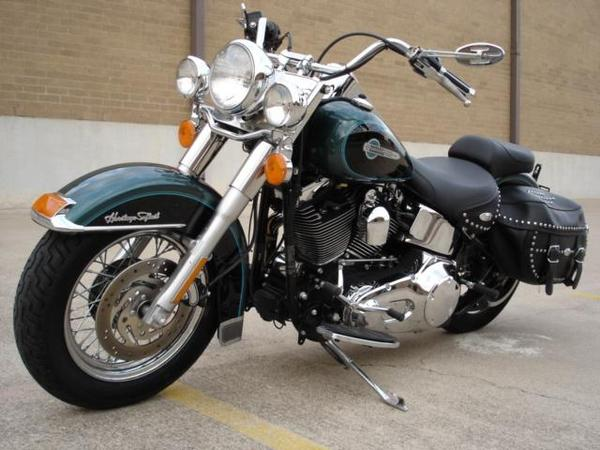
La Harley-Davidson Softail Heritage Classic

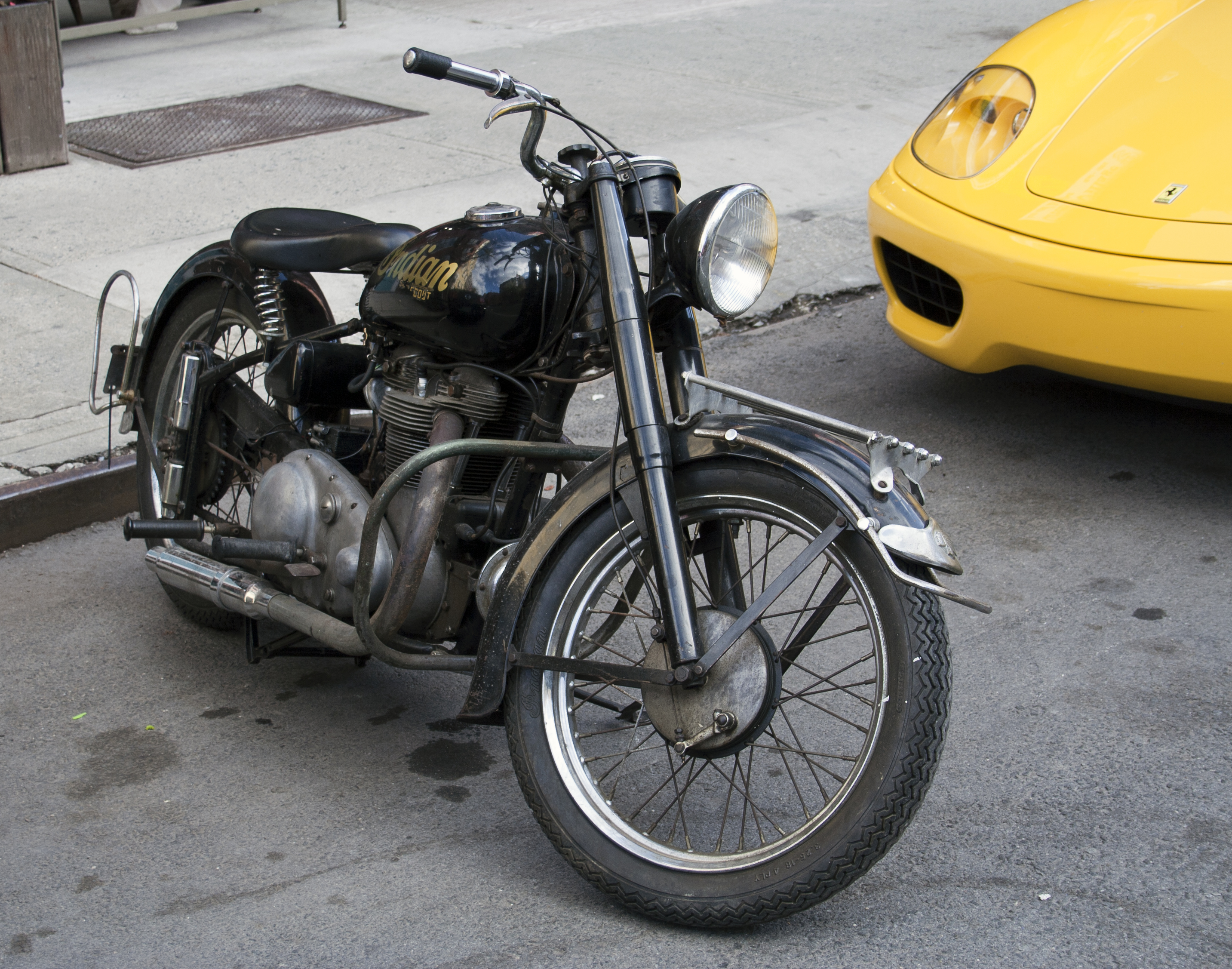
La Indian Super Scout 249

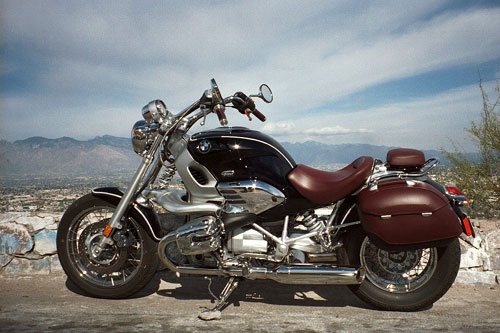
La BMW R1200C Cruiser

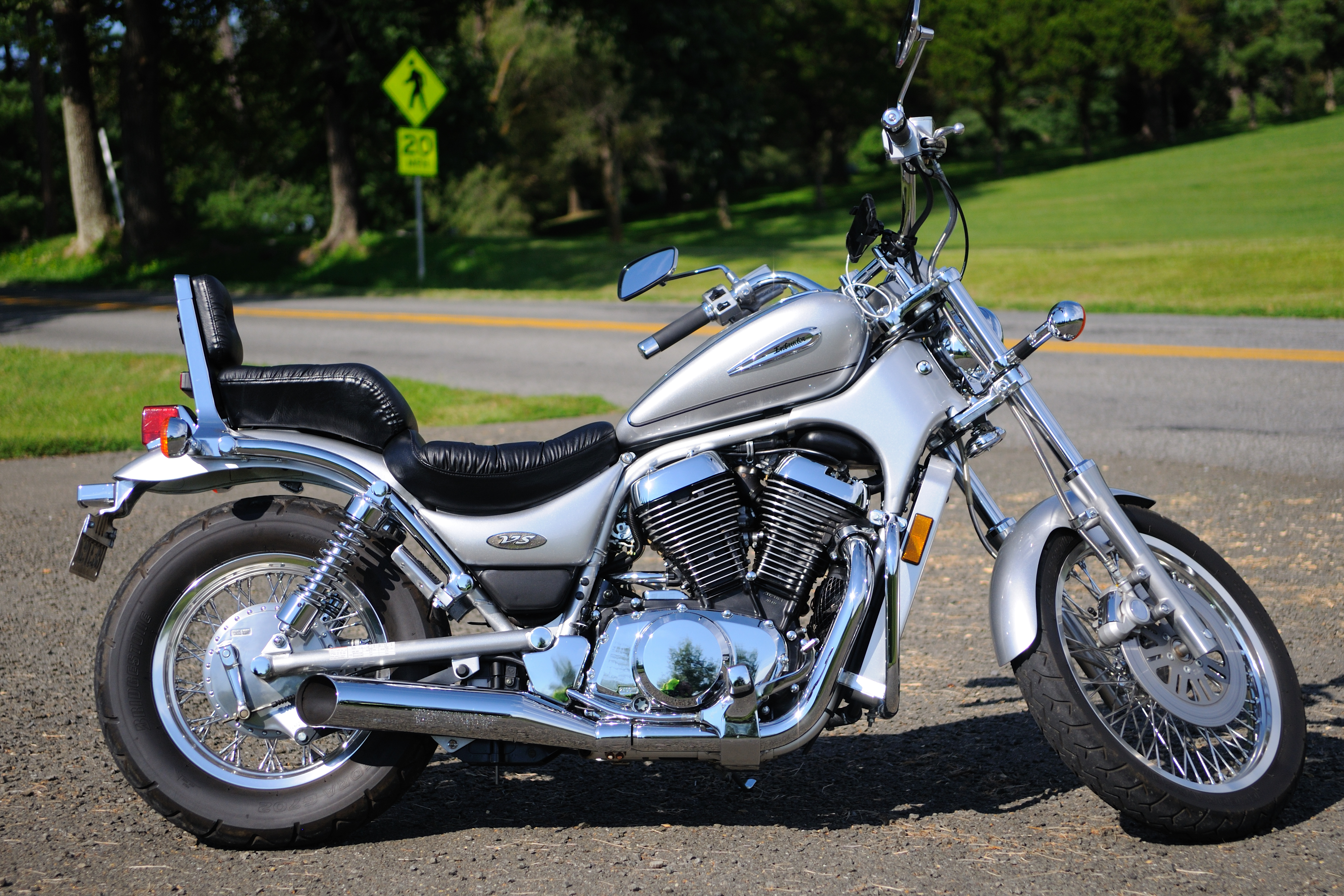
La Suzuki crucero 2003, VS 800 Intruder

Una  motocicleta crucero (del inglés cruiser) es una motocicleta con el estilo tradicional de las motocicletas de Estados Unidos de entre los años 1930 hasta principios de los años 1960, incluidas aquellas hechas por Indian, Harley-Davison, Excelsior y Henderson. En la posición de manejo de una crucero, el piloto tiene normalmente los pies adelante y las manos altas, con la espalda recta o ligeramente inclinada atrás. El motor de una motocicleta crucero típica enfatiza la fácil maniobrabilidad y cambio de velocidades, así como una gran torca en bajas revoluciones aunque no implicando necesariamente una gran potencia final.  Tradicionalmente los motores de motos crucero son en V o V doble pero cada vez aparecen más motocicletas crucero con cilindros en línea. Cruceras con mayor potencia, mejores frenos y suspensión son conocidas como motocicletas cruceras de poder.
Las compañías japonesas comenzaron a producir motocicletas que evocaban las cruceras tempranas, a mediados de la década de 1980, aumentando su penetración en el mercado norteamericano de modo que para 1997 tenían alrededor del 60 % del mercado de aquel país, por lo que un gran número de fabricantes incluyendo BMW, Honda, Moto Guzzi, Yamaha, Suzuki, Triumph, Kawasaki, Bajaj, Victory, Kymco etc. tienen o han tenido en su línea de producción, modelos del tipo crucero (cruiser) tradicional.

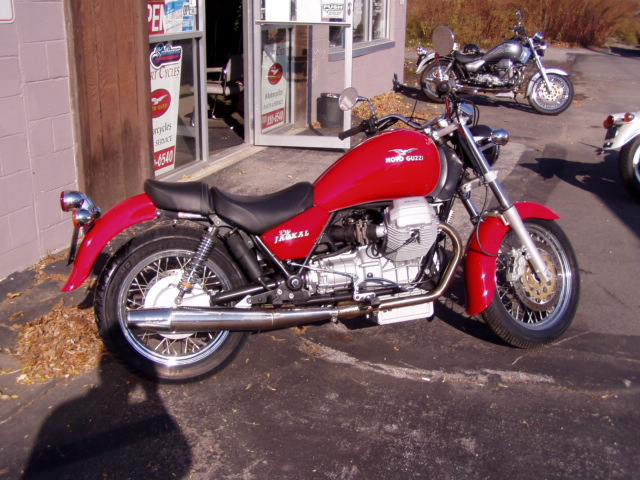
La Moto Guzzi California Jackal

Las Harley-Davidsons y otras cruceros con grandes alforjas para turismo y viaje han sido llamadas a veces de forma jocosa o despectiva, baggers, bolsonas, full baggers, vestidores, vestidoras completas, full dressers, full dress tourers y vestidoras completas de turismo. Esos términos no se limitan a las cruceras sino se pueden referir a cualquier motocicleta tipo turismo también.
Cruceras son a veces la base para proyectos de motocicletas custom que resultan en una motocicleta modificada para cumplir las características deseadas por su dueño.
Muchas cruceras de poder y cruceras japonesas de los años 1980 tienen una posición de manejo más neutral. Mientras que las típicas cruceras han limitado su desempeño y capacidad de giro por su bajo centro gravedad. Las cruceras de poder pueden ser customizadas para mejorar su capacidad de giro al disminuir su relación lanzamiento/avance, aumentando el avance de la dirección y permitir las vueltas a más altas velocidades.